# Enter the Matrix
Enter the Matrix — перша відеогра, заснована на всесвіті Матриці. Гра розроблена Shiny Entertainment і випущена Atari та WB Interactive у 2003 році для PlayStation 2, Xbox, так само Nintendo GameCube та PC.

## Сюжет
Дія сюжету гри протікає одночасно з сюжетом фільму Матриця: Перезавантаження і пропонує поглянути на події, що відбуваються у фільмі під іншим кутом. Головними героями гри є Ніобе і Привид, другорядні персонажі фільму Матриця: Перезавантаження, в грі також є посилання на фільм Останній політ Осиріса.

## Персонажі
На початку гри гравець може вибрати за якого персонажа він буде грати. Примітний той факт, що і у Ніобе, і у Примари є свій окремий сюжет, а, отже, і спеціальні локації. Проте в деяких епізодах вони перетинаються і виконують місії один з одним, у такому випадку одним з персонажів управляє штучний інтелект.
Як заставки між главами використовуються кадри з фільму «Матриця: Перезавантаження», а також спеціально відзнятий матеріал з Ентоні Вонгом і Джада Пінкетт-Сміт.

## Ігровий процес
Гравцеві потрібно виконувати завдання, попутно вбиваючи ворогів, використовуючи рукопашний бій і різне озброєння. Існують комбінації клавіш для виконання різних прийомів і ударів. Є можливість включати bullet-time, який уповільнює час і дає можливість робити незвичайне (далеко стрибати, здійснювати нові бойові прийоми, ухилятися від куль). «Bullet-time» обмежений, відновлюється поступово. Якщо гравець деякий час не отримує пошкодження, його здоров'я автоматично відновлюється.
Як вороги виступають переважно органи правопорядку. Крім них гравець зустрінеться з вампірами, а також агентами. З останніми в бій вступати доведеться 2 рази: за Ніобе в літаку і за Примару на електростанції.
Окремої уваги заслуговує система злому в грі, завдяки якій можна відкрити додатковий рівень і отримати меч який вбиває противника з одного удару.

## Критика
Гра вважається досить спірною, оскільки отримувала від критиків і гравців найрізноманітніші оцінки. Найбільш часто критиці піддавалася застаріла (навіть за стандартами 2003 року) графіка, а також різні помилки і недоробки в ігровому процесі. У той же час критики позитивно відгукувалися про ігровий саундтрек і внутрішні відеоролики.